# Städtebaulicher Vertrag
Der städtebauliche Vertrag ist ein Mittel der Zusammenarbeit der öffentlichen Hand mit privaten Investoren im Rahmen von städtebaulichen Projekten. Er wird meist im Zusammenhang mit einem Bebauungsplanverfahren geschlossen.
Städtebauliche Verträge lassen sich in Maßnahmen-, Zielbindungs- und Folgekostenverträge einteilen. Hauptgegenstand städtebaulicher Verträge ist die Durchführung städtebaulicher Maßnahmen, die eigentlich der öffentlichen Hand obliegen, durch den privaten Vertragspartner auf eigene Kosten (z. B. die Erschließung). Zudem werden städtebauliche Verträge durch die Gemeinden genutzt, um zusätzliche Zielbindungen mit dem privaten Investor zu vereinbaren, welche nicht in einem Bebauungsplan festgesetzt werden können, wie eine bestimmte Quote an sozialem Wohnungsbau. Außerdem kann eine Übernahme von Folgekosten, die der öffentlichen Hand durch das städtebauliche Projekt indirekt entstehen (z. B. Bau eines Kindergartens), durch den Investor vereinbart werden. Städtebauliche Verträge dienen der Erfüllung städtebaulicher Aufgaben und ergänzen somit das hoheitliche Instrumentarium des Städtebaurechts.
Städtebauliche Verträge sind im Baugesetzbuch in § 11 BauGB geregelt und stellen eine Sonderform der öffentlich-rechtlichen Verträge dar. Sie müssen dem Angemessenheitsgebot (Verhältnismäßigkeitsprinzip) entsprechen, dürfen dem Koppelungsverbot nicht widersprechen und bedürfen der Schriftform. Wenn die Gemeinde dagegen schlicht als Käufer oder Verkäufer eines Grundstücks auftritt, handelt es sich in der Regel um einen privatrechtlichen Grundstückskaufvertrag.
Häufige Spezialformen städtebaulicher Verträge sind der Durchführungsvertrag im Vorhaben- und Erschließungsplan nach § 12 BauGB und der Erschließungsvertrag nach § 11 Abs. 1 S. 2 Nr. 1 BauGB.